# Pelasg
|  | Aquest article tracta sobre l'heroi fill de Zeus i de Níobe. Si cerqueu el grup humà, vegeu «pelasgs». |

Pelasg (grec antic: Πελασγός, Pelasgós, llatí: Pelasgus), segons la mitologia grega, fou un heroi grec, fill de Zeus i de Níobe. Va donar nom als pelasgs, primers pobladors de Grècia.
Va ser el primer rei d'Arcàdia i els grecs el consideraven el primer home, ja que havia «nascut de la terra». Va inventar l'ús de les cases i va fer distinció entre les plantes útils i les perjudicials. Casat amb Melibea (o també amb la nimfa Cil·lene, o amb Deianira), va ser pare de Licàon.
Hi ha una versió de la llegenda, coneguda a Tessàlia, que diu que Pelasg va tenir una filla Larissa (que de vegades és la seva mare, i Pelasg és el fruit de la unió d'aquesta Làrissa amb Posidó). Tenia dos germans, Aqueu i Ftios, amb els quals va marxar cap a Tessàlia (que llavors es deia Hemònia), expulsant els pobles salvatges que hi vivien. Van dividir el país en tres parts, una per cada germà. Més endavant els seus descendents van ser foragitats pels curets i pels lèleges. Una part d'aquests pelasgs van fer cap a Itàlia.